# Bögölyfélék
A bögölyfélék, bögölyök vagy böglyök (Tabanidae) a kétszárnyúak (Diptera) rendjének és a légyalkatúak (Brachycera) alrendjének egyik családja. Az alrendet ma több alrendágra osztják fel, melyek közül a bögölyféléket a bögölyalakúak róluk elnezetett alrendágába (Tabanomorpha), ennek bögölyszerűek (Tabanoidea) öregcsaládjába osztják be.

## Abögölyszó eredete, etimológiája
A bögöly szó első előfordulása 1550 körülről való. A szó eredete máig bizonytalan, két főbb elmélet alakult ki ennek kapcsán.
- Az egyik elmélet szerint belső fejlemény, származékszó, amelynek alapszava önállóan nem adatolható. A tő hangutánzó eredetű, és a bőg ige családjának tövével függ össze. A szó végi -ly ez esetben névszóképző, mint például a sirály szóban, amely a sír igéből képzett névszó. A bögölyöket egyes nyelvjárások további hangutánzó eredetű szavakkal illetik, mint például bagócs, dongó, pőcsik.
- A másik elmélet szerint a bögöly török jövevényszó. A csuvas nyelvben például pəvan bögölyt jelent, a teleutban a pökön szó szúnyogot, az oszmán-török nyelvben a bögöly büvelek, a baskírban bögelek. Ezek a török szavak valószínűleg mind hangutánzó eredetűek. Ha ez az elmélet helyes, a nyelvünkbe átkerült eredeti szóalak a *bögen vagy *bögel[2] lehetett.[3]

## Származásuk, elterjedésük
Ősi taxon. Az Antarktisz kivételével a Föld valamennyi kontinensén megtalálhatóak. Az eddig leírt fajok száma mintegy 4500, ebből Európában mintegy 200. Közép-Európában 70–75 faj él. Hazánkban eddig 61 fajt mutattak ki.

## Megjelenésük, felépítésük

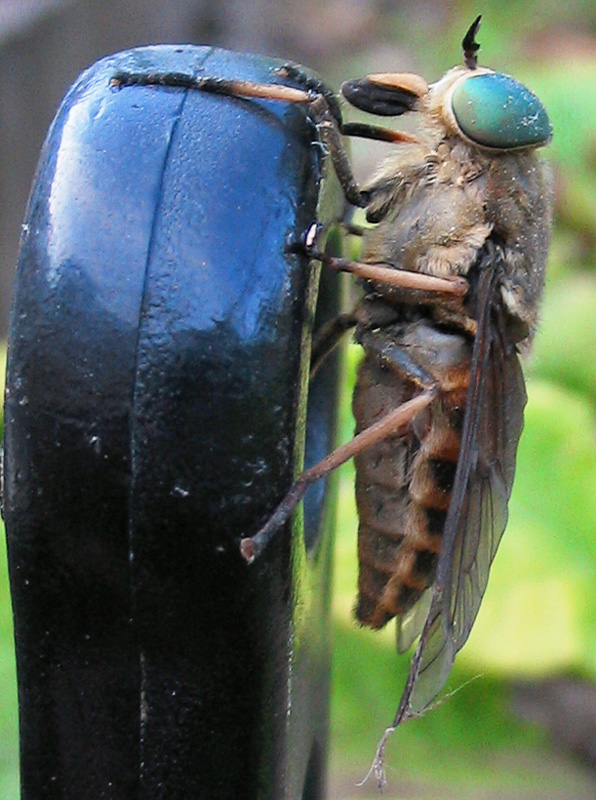
A lóbögöly (Tabanus bromius) oldalnézeti képe

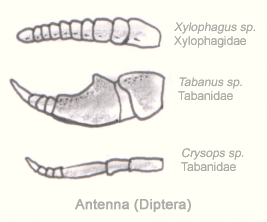
Légyalkatúak csápjai (fentről lefelé): a falégyfélék (Xylophagidae) csápja; a nagybögölyök (Tabanus) csápja; a Chyrsops nemzetség csápja

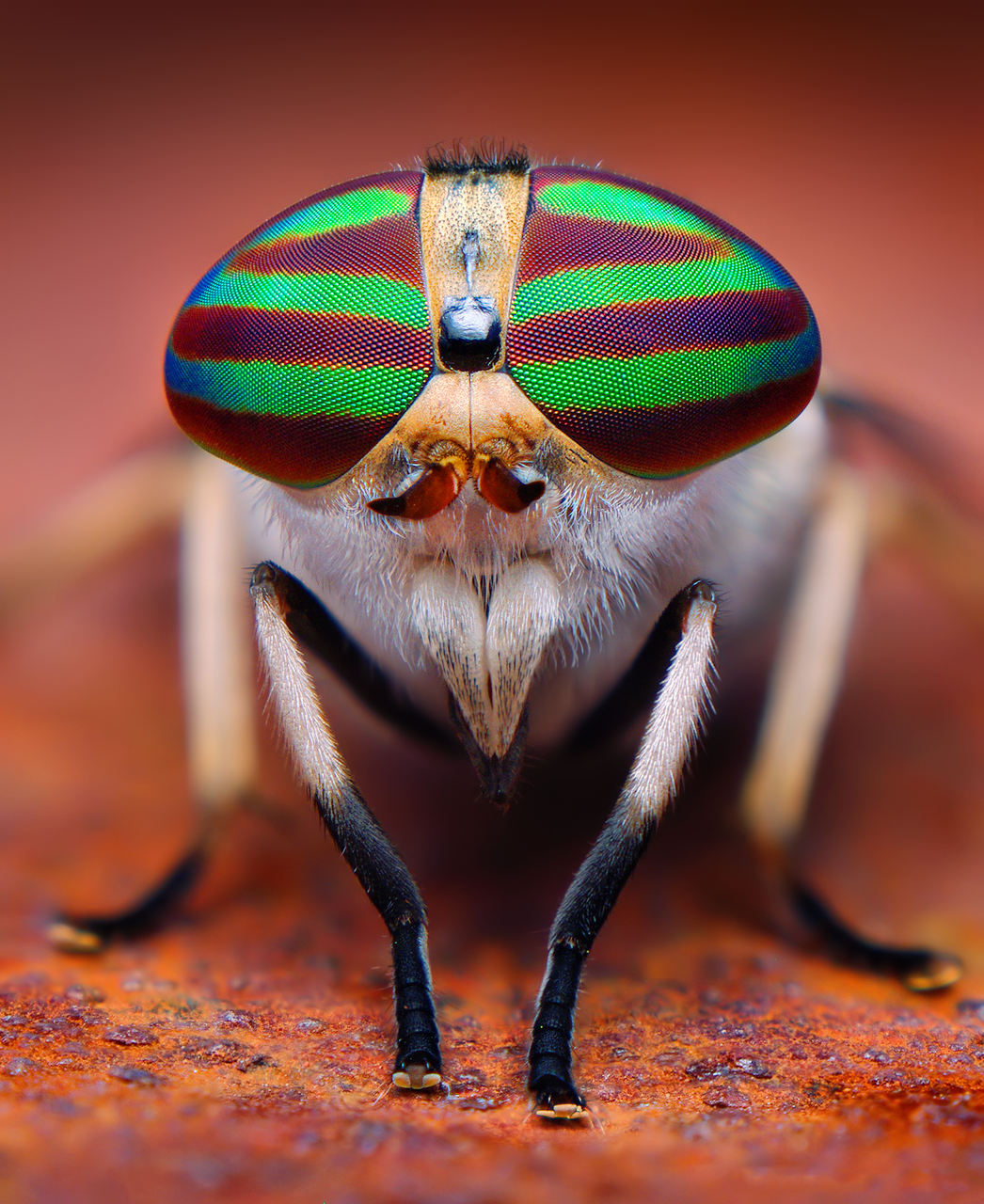
A bögölyök szeme olykor színesen sávozott mintázatú

A bögölyök közepes vagy nagy termetű, zömök, erős, vaskos legyek. A 2,5–3 cm hosszú szudétabögöly (Tabanus sudeticus) az egyik legnagyobb európa] légyfaj. Nem sokkal marad el mögötte a marhabögöly (Tabanus bovinus), amely ugyancsak megnőhet 2 centiméternél nagyobbra. Méretük miatt a Tabanus nemet gyakran nevezik nagybögölyöknek. A többi nem fajai lényegesen kisebbek.

### A fej
Fejük nagy, félgömb alakú. A hátulja homorú, olyan széles, mint a tor, sőt egyes esetekben még szélesebb is. Hatalmas, szinte az egész fejet beborító, sokszor fémesen csillogó összetett szemeik lehetnek csupaszok, de viselhetnek hosszabb-rövidebb kutikuláris képződményeket (szőröket) is. A nőstények összetett szemeit egy függőleges homlokléc kettéválasztja, a homlokléc foltjai a faj meghatározását segítik. A hímek szemei többnyire összeérnek, a homloklécük hiányzik. A szemek színe igen változatos. Ritkább esetben egyszínű (sárga, barna, zöld vagy kék), de több faj többszínű, vagyis az alapszíntől eltérő sávokat, foltokat, zegzugos vonalakat visel. Egyes nemzetségek (pl. Hybomitra) valamennyi fajának a homlok úgynevezett pontszemdudorain ülő pontszemei is vannak. A rovargyűjteményekben lévő elpusztult és megszárított bögölyök szeme nem mutatja az eredeti változatos színeket, mert megbarnul. Ilyenkor a fajok meghatározása is nehezebb, hiszen a szem színek mintázata szinte fajonként változó. Párás közegben (ún. puhítóban) ezek a mintázatok újra előhívhatók.
Rövid csápjuk a többi egyenes bábrésű légyéhez hasonlóan mindig három ízből épül fel, de a harmadik ízt 3–7 befűződés kisebb gyűrűkre (4–8 darabra) osztja. A csápon legtöbbször csápsörte vagy pálcika alakú nyúlvány nő. Tapogatójuk két ízből áll.
A fejen foglal helyet szúró-szívó szájszervük is. Igen erős, vaskos szívókájuk a tőr alakú felső ajakból, a hipofarinxból és a páros állkapocsból, illetve a rágókból tevődik össze. Mindezt körülveszi az alsó ajak, amelynek szabad végén két félkör alakú szívópárna (labella) ül.

### A tor
A toron nő a nagy, erőteljes szárnypár, amelynek szélén az erek jellegzetesen, V alakban szétfutnak. A szárny üveg- vagy porcelánszerű, de olykor füstös, foltos vagy márványozott. A potrohon túlérő szárnyak nyugalomban tetőszerűen hajolnak a potroh fölé, a szárnyakat a peremér teljesen körülfutja. A billér (csökevényesedett második szárnypár) színe is igen változatos, szinte fajonként más-más, a határozást igen könnyíti.
Meglehetősen hosszú lábaikon:
- két erős karom,
- egy tapadókorong (empodium) és
- két, azonos méretű pulvillum van.

Egyes nemek sarkantyúszerű függeléket viselnek a hátulsó lábukon.

### A potroh
A potroh rendszerint széles, lapos és zömök. Rövidebb-hosszabb szőrzet fedi, igen ritkán csaknem teljesen csupasz. Tágulékony; ha a légy vérrel vagy vízzel szívja meg magát, jól láthatóan megduzzad. Mintázata mindig jellegzetes, gyakran fekete-sárga sávos. Egyesek testét szürkés vagy barna foltok tarkítják. A potroh mintázata is fontos szerepet határozó bélyeg.

## Egyedfejlődésük

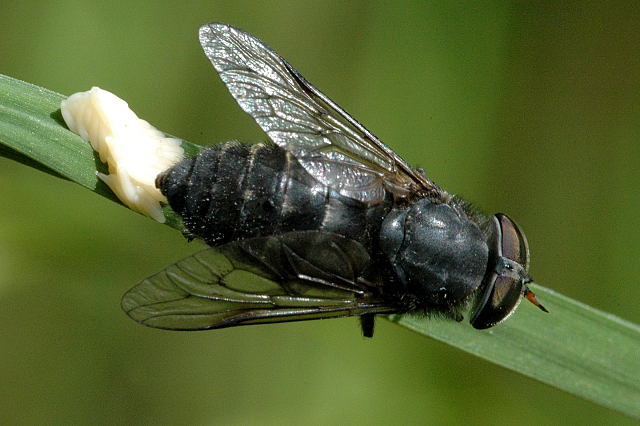
Egy levélre petéző bögöly (Hybomitra micans)

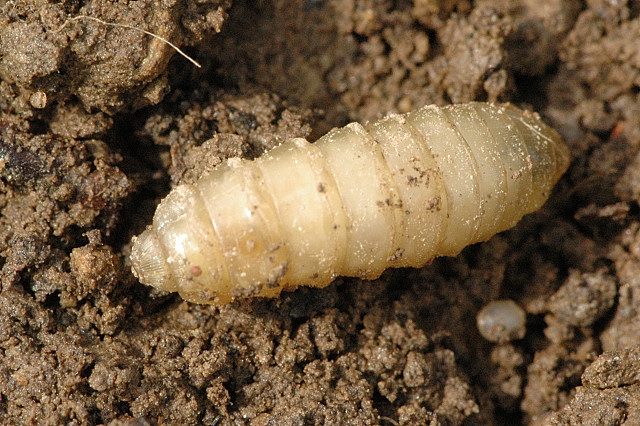
Az esőhozó pőcsik (Haematopota pluvialis) lárvája

Rendszerint gúla vagy sapka alakú, sűrű csomókba rakják henger vagy orsó alakú petéiket nedves talaj vagy víz fölé nyúló növények szárára vagy leveleire. A pete színe a lerakáskor még tejfehér, majd fajtól függően a barnásszürkétől a szénfeketéig sötétedik. Egy csomóba körülbelül 300–500 pete jut.
Az igen vékony orsó alakú lárvák 2–4 nap múlva kelnek ki. A lárva fehér, halványzöld, barna vagy rózsaszínes barna, olykor sötétebb rajzolatok díszítik. 12 testszelvénye jól megkülönböztethető, a feje mindig rendesen fejlett — mint általában az egyenes bábrésűekl.
Lepottyanva ragadozóként kis férgeket, rovarlárvákat, puhatestűeket és rákocskákat zsákmányolnak. Néha még kétéltűeket is megtámadnak, sőt, emlősök bőrét is megsebzik. Nagy tömegbe zsúfolódva akár egymást is képesek fölfalni (kannibalizmus). Egyes fajok lárvái a tengerek árapályzónájában vagy a kevert vizekben élnek. A lárvaállapot fajtól függően 1–3 évig tart, ezalatt akár 2,5–4 cm-esre is megnőhetnek. 7-8 vedlés után bábozódnak.
Bábjuk a lepkék (Lepidoptera) bábjához hasonló múmiabáb. Ennek színe is kezdetben világosabb, majd besötétedik. A bábállapot 10–23 napig tart, ezután a kifejlett bögölyök kirepülnek. A mérsékelt égövben egy nyár alatt csak egy nemzedékük fejlődik ki, a trópusokon évente akár több is.

## Életmódjuk, élőhelyük

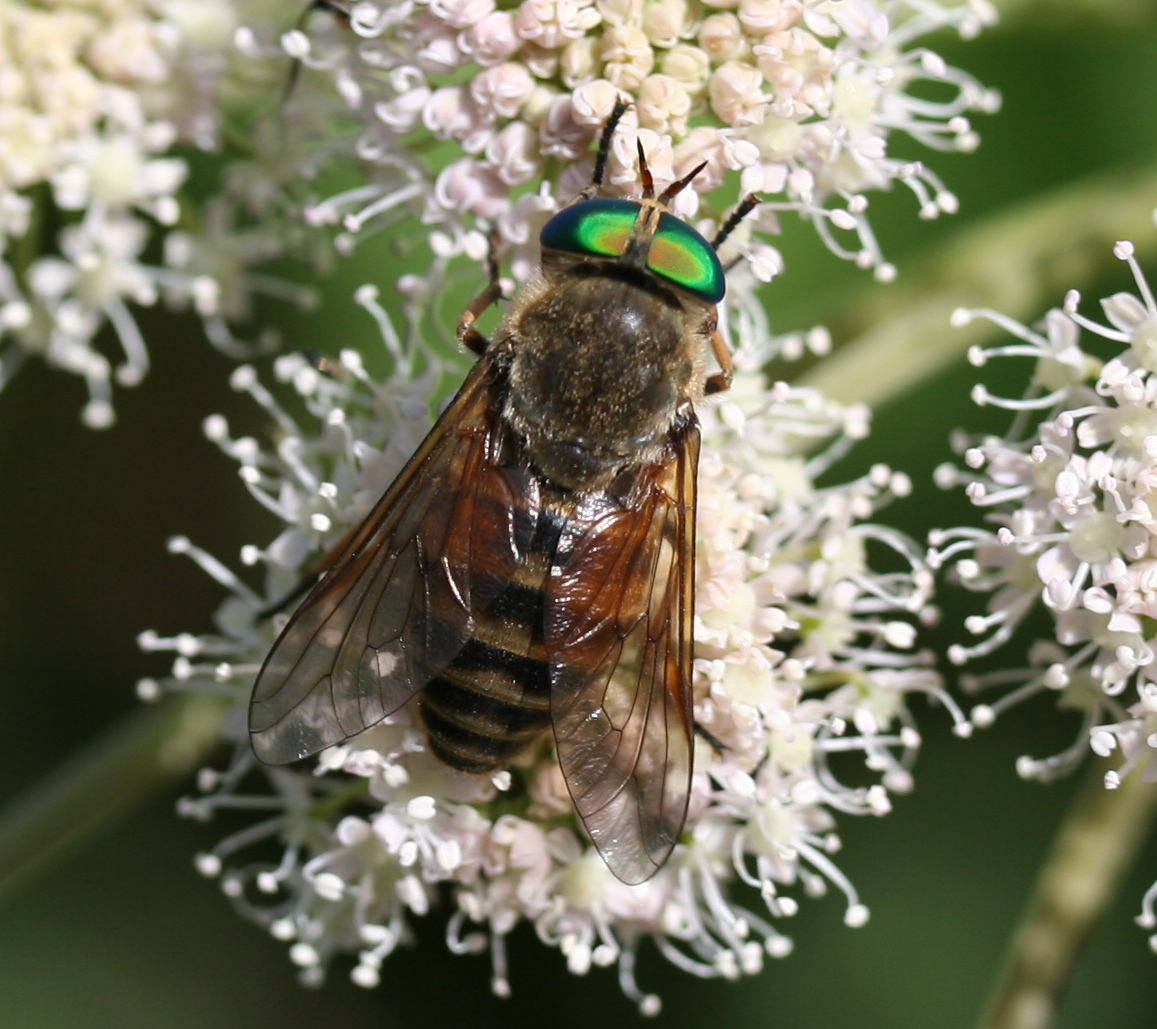
Csak a nőstény bögölyök szívnak vért, a hímek viráglátogatók: nektárral és virágporral táplálkoznak

A családba köztudottan vérszívó állatok tartoznak, és ez az életmód nagyban befolyásolta a bögölyök fejlődését és elterjedését. Erről a következőket olvashatjuk az Urania Állatvilág: Rovarok című kötetében:
„Amíg az eddig ismertetett legyek törzsfejlődését elsősorban a lárvák táplálkozási módja szabta meg, addig a bögölyök imágóinak táplálékfelvétele az, amely a csoport fejlődésére és elterjedésére döntő hatással volt. Az ősi típusú Tabanus fajok fő gazdáik, a patásállatok mellett más gerinceseket is megtámadtak, például elefántot, vízilovat, de még más állatosztály képviselőit is (hüllőket), úgyhogy elmondhatjuk róluk: a legváltozatosabb élőhelyen található gazdaállatokhoz alkalmazkodtak. Nem csodálható hát, hogy e nem fajai az egész Földön elterjedtek. A fejlődéstörténetileg fiatalabb Haematopota fajok Ausztráliából és Dél-Amerikából már hiányoznak. Az emberen, a háziállatokon és néhány szabadon élő kérődzőn kívül más állatot nemigen támadnak meg.”
A sima, függőleges felületeken is gyorsan mozognak. Rendkívül gyorsan és biztosan repülnek. Egyese fajok eközben elég hangosan zümmögnek. Melegkedvelők, így főként a déli órákban repülnek.
Ragadozó lárváik nedves környezetben (vízben vagy a talajban) fejlődnek; kifejlődésük 1–3 évig is eltarthat. Alárendelten különféle rothadó anyagokat is elfogyasztanak.
A báb a rovar kibúvásakor egyenesen vagy T-alakban reped fel; ennek korábban igen nagy klasszifikációs jelentőséget tulajdonítottak.
A mi éghajlatunkon tavasztól őszig aktívak. A korai fajok már április–májusban előbújnak, a legtöbbjük viszont csak június–júliusban kezd repülni. Ilyenkor tömegével találkozhatunk velük. Aktivitásukat a napi hőingás is befolyásolja. Többségük reggel még szinte repülni is alig tud, a késő délelőtti, déli és kora délutáni órákban a legaktívabbak, egyes nagyobb fajok hangos zúgó hangot is hallathatnak repülés közben, a kisebbek mindig hangtalanul szállnak az áldozatukra. Azonban esősebb napokon – egy-két faj kivételével – teljesen eltűnnek. Az év folyamán legkésőbb még szeptemberben találkozhatunk velük, de ezután már a jelentős hőmérséklet-csökkenés miatt elpusztulnak.
Táplálkozási szokásaik eléggé egységesek. A hím bögölyök soha nem szívnak vért, a hímek nektárral és virágporral táplálkoznak, esetleg kifolyó növényi nedveket szívogatnak (például gyümölcsökét). A nőstények is kedvelik és felkeresik a növényi eredetű táplálékot, de petéik érleléséhez szükségük van a melegvérű állatok vérére. Főképp emlősök vérét szívják. E táplálkozási szokásuk szerint a bögölynőstények három típusba sorolhatóak:
- autogén, nem vérszívó típus: nőstényei sohasem szívnak vért; a peteérleléshez szükséges fehérjéket más módon szerzik meg;
- autogén, vérszívó típus: a nőstények csak alkalmi vérszívók, de ez nem szükséges a peték érleléséhez és a peterakáshoz;
- anautogén típus: a nőstények csak akkor képesek petéket érlelni, ha előzőleg vért szívtak; állat- és humánegészségügyi szempontból ezek a legjelentősebbek.

Több, korábban nem vérszívónak vélt fajról derült ki (a begytartalmuk vizsgálatával), hogy szívnak vért. Nem mondhatjuk őket gazdaspecifikusnak, azaz nincs egy-egy konkrét emlősfaj, amelyre rájárnának az egyes bögölyfajok, mégis megfigyeltek náluk némi kiválasztó készséget (a fajnevekben is tükröződik mindez, pl. marhabögöly, lóbögöly). Kedvelt emlősfajaik például a szarvasmarha, a ló, a szarvas, az őz, ritkábban a disznó, a juh, és természetesen az ember. Mivel szúrásuk igencsak ingerli a megtámadott állatot, nem képesek egyszerre sok vért felszívni, így amíg jóllaknak, sok állatot végigjárnak — ezzel sok kórokozót terjesztenek. Gyakran még elhullott állatok vérét és testnedveit is megpróbálják kiszívni.
A nőstény szájszervének szúrósertéi szétroncsolják a hajszálereket, felsértik a kisebb ereket. A kiömlő vér kis tócsákban gyűlik össze a szövetek között, és onnan szívja fel az állat, hogy a belébe juttassa (egy szívással akár 0,2 cm³ vért is felvehet). Szívás közben véralvadásgátló anyagot (antikoagulint) fecskendez a vérbe, hogy az ne alvadjon meg a szövetek között, ezért a felsértett bőr a szívás után még hosszan vérezhet. A bögölycsípés azért olyan fájdalmas, mert a vaskos szívóka gyakran az idegvégződéseket és az idegszálakat is megsérti.

## Egészségügyi jelentőségük

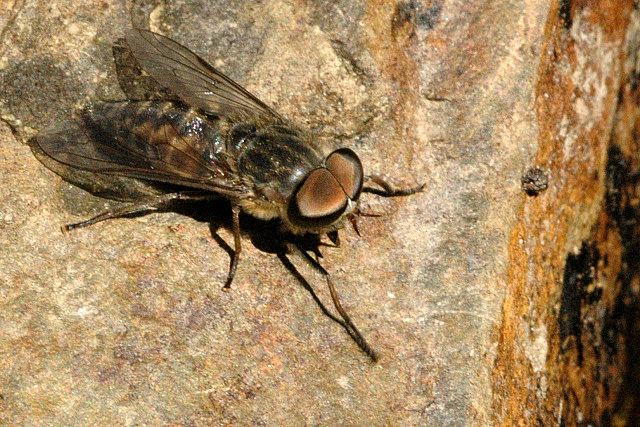
Hazánk egyik legnagyobb legye a marhabögöly (Tabanus bovinus), amely elérheti a 2,5 cm-t. Az Alföldön gyakori, ahol a déli, meleg órákban aktív. Főképp a szarvasmarhákat kínozza, de az embernél is próbálkozhat a vérszívással

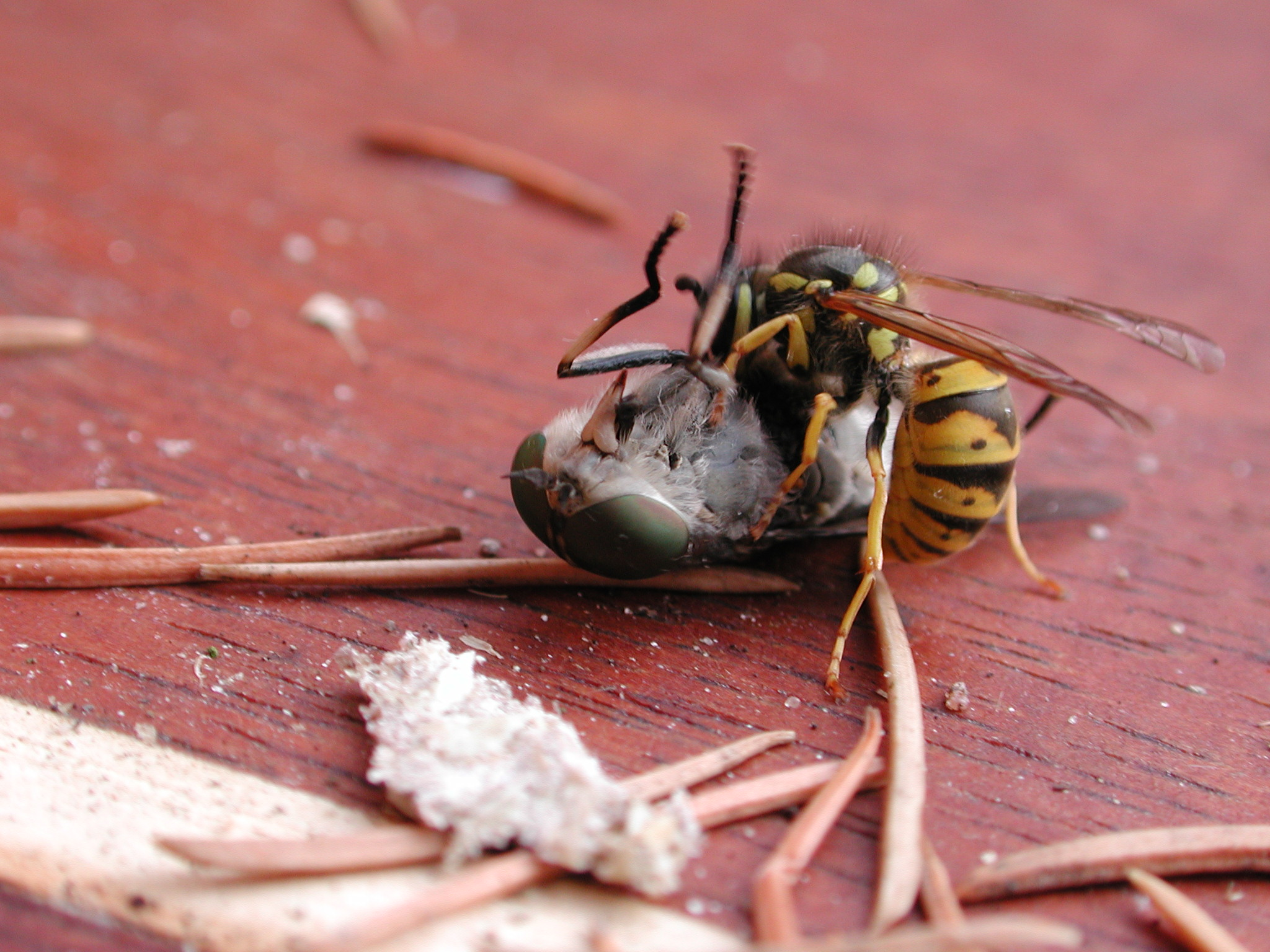
A bögölyök olykor a ragadozó rovarok, pl. redősszárnyú darazsak (Vespidae) áldozatául esnek

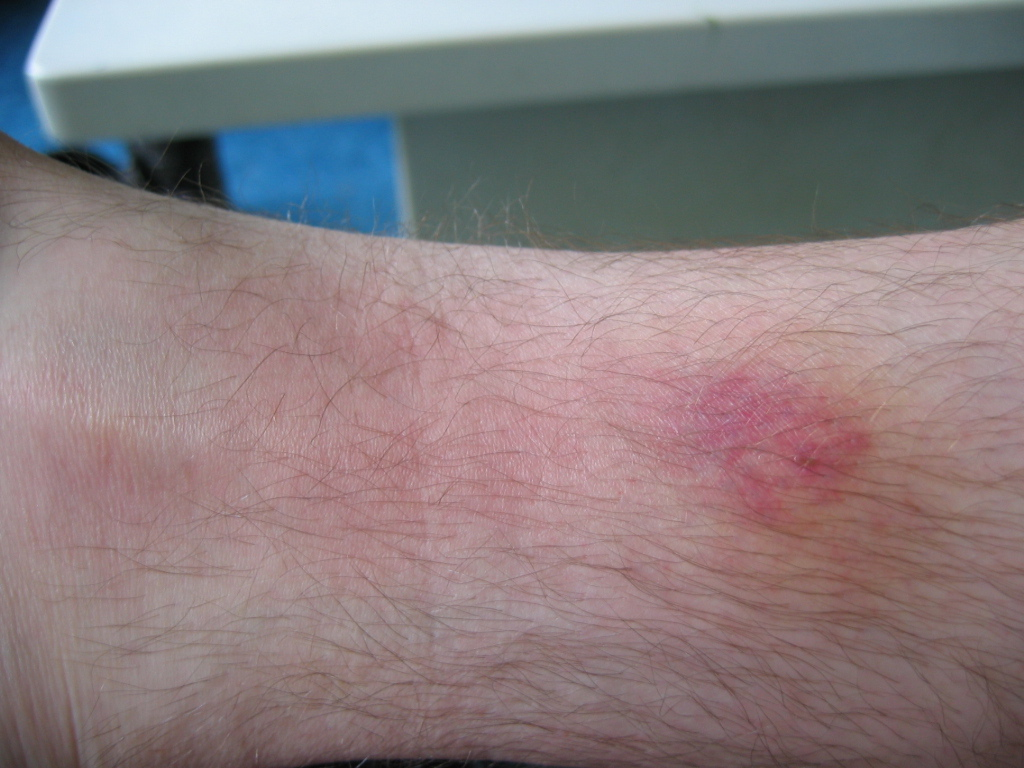
Bögölycsípés helye lábszáron

A nőstények szúrása nemcsak fájdalmas, hanem veszedelmes is, mert különböző betegségek kórokozóit (pl. tularémia, lépfene, lovak fertőző kevésvérűsége, sertéskolera, száj- és körömfájás) közvetíthetik az emberre és a háziállatokra. Állatról állatra járva gyorsan terjesztik a kórokozókat, és az, hogy az ember vérét is szívják, továbn növeli járványtani jelentőségüket. Ezért kutatásuk már a 20. század elején elkezdődött, és ma is intenzív. Az első magyar bögölyspecialista Szilády Zoltán zoológus (1878–1947) volt, akit számos kiváló hazai szakember követett (Aradi Mátyás Pál, Majer József, Tóth Sándor).

### A bögölyök által terjesztett kórokozók
Egyes Afrikában honos bögölyök nemcsak baktériumokat, hanem férgeket is terjesztenek. A vándorfilária vagy szemféreg (Loa loa) nevű fonálféreg tipikusan bögölyfélék által terjesztett kórokozó (főképp a mangrovelégy [Chrysops dimidiata] nevű bögölyfaj terjeszti). Ha a bögölyök fertőzött személyből vagy állatból szívnak vért, a szívókájukon át a férgek bekerülnek az állat belébe, innen fúrják át magukat az állat kevert (mixocöl) testüregébe. Pár nap múlva a tor izmaiba fúrják át magukat, majd a bögöly szívókájában gyülekeznek, és vérszíváskor kerülnek be az ember véredényeibe. A vándorfilária által okozott betegség a kameruntályog vagy kalabárdaganat, amely erős viszketéssel, égető érzéssel jár. Az ember testében vándorló féreg előszeretettel telepszik meg a szem kötőhártyájában vagy a szaruhártyában, és itt kígyószerűen összetekeredve fehér fonálként láthatóvá is válik (innen a szemféreg elnevezés). Egyes afrikai területeken a lakosság 90%-a szenved ettől a betegségtől.
Sok más betegség terjesztői is a bögölyök: a lépfene, a pasteurelózis, a tularémia, a tripanozómiázis, a filariázis stb. kórokozóit hordozzák, és terjesztik, emellett a veszélyes Streptococcus baktériumokat is széthurcolják.
A tularémia nevű betegség a rágcsálók pestisszerű megbetegedése, amely azonban az emberre is átmehet. A tularémia kórokozó baktériumát a bögölyök Chrysops neme terjeszti, amelyek gyakran szállnak frissen elhullott rágcsálókra − főképp egerekre, patkányokra −, és szívják azok vérét vagy egyéb testfolyadékait. Ilyenkor a bögölyök testére tapadnak a baktériumok, és az állat mechanikusan továbbterjeszti őket, akár az emberre is.
Nemcsak közvetve, a gazdasági állatok állományában, illetve a kórokozók terjesztésével okoznak kárt az emberben, hanem közvetlenül is, szúrásukkal és vérszívásukkal. A nagy bögölyfertőzöttségű területeken nagy lehet az állatok vérvesztesége, az állandóan csípésekkel zaklatott állatoknak leállhat a súly- és tejgyarapodása.

### Védekezés a bögölyök ellen

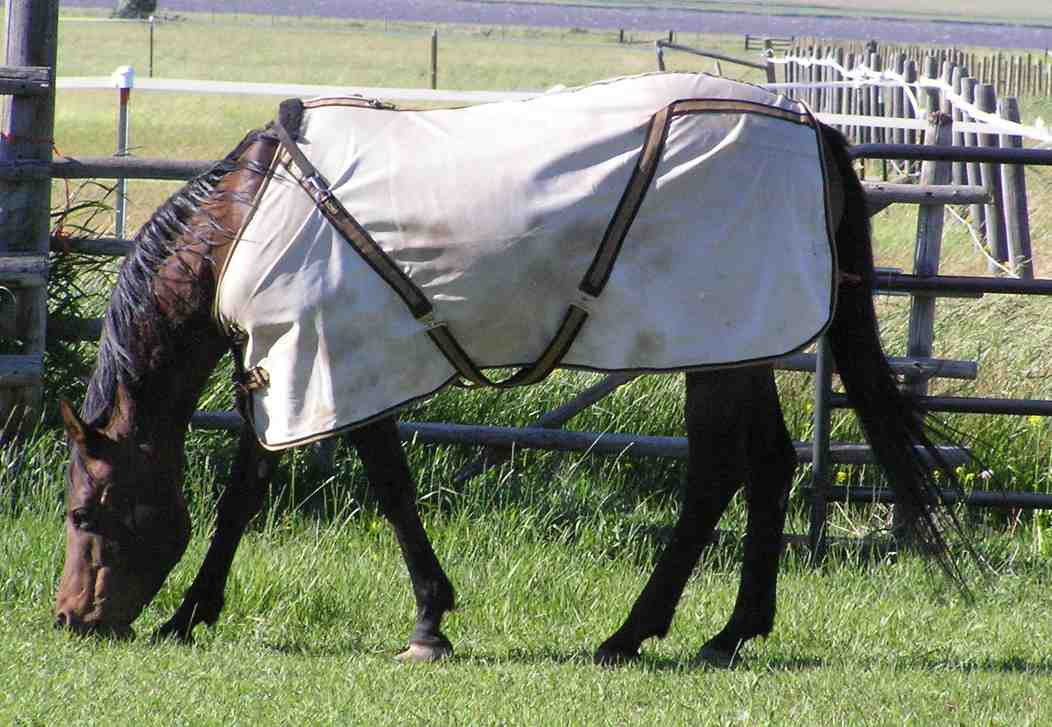
A legelőkön tartott állatok védelme a bögölyök támadásaitól

Védekezni ellenük igen nehéz, mivel jó repülők, és nagy távolságokat megtesznek. A leghatékonyabb és egyben leginkább környezetbarát módszer a bögölypeték élősködőinek terjesztése az érintett területeken. Egyes hártyásszárnyúak (Hymenoptera) lárvái ugyanis – mint például a Telenomus és Trichogamma fürkészdarazsak lárvái – a bögölyök által lerakott petékben fejlődnek ki. A kifejlett bögölyök gyakran esnek nagyobb testű ragadozó rovarok, így szitakötők (Odonata) vagy rablólegyek (Asilidae) áldozatául. Természetesen a madarak (Aves) is nagy számban pusztítják őket.
A bögölyök elleni védekezésben mérföldkövet jelenthet az a 2007-ben napvilágot látott kutatási eredmény, amely magyar kutatók érdeme. Kimutatták, hogy számos bögölyfaj erősen vonzódik a vízszintesen poláros fényhez, melyet pozitív polarotaxisnak nevezünk. A hazai bögölyfajok mintegy felét kitevő és nagyon gyakori, néha tömegesen előforduló Haematopota és Chrysops fajok polarotaxisát még nem sikerült bizonyítani. Ezt kihasználva a bögölyök – új típusú bögölycsapdák megalkotásával könnyen – csapdába ejthetőek.

## Rendszereztani felosztásuk
A családot ma három alcsaládra osztják. A Haematopota nem fajait korábban külön alcsaládba sorolták, újabban a Tabaninae alcsaládba osztják be.
A bögölyfélék alcsaládjai a következők:
- Pangoniinae alcsalád,
- Chrysopsinae alcsalád,
- Tabaninae alcsalád (nagybögölyök).[15]

## Alcsaládjaik

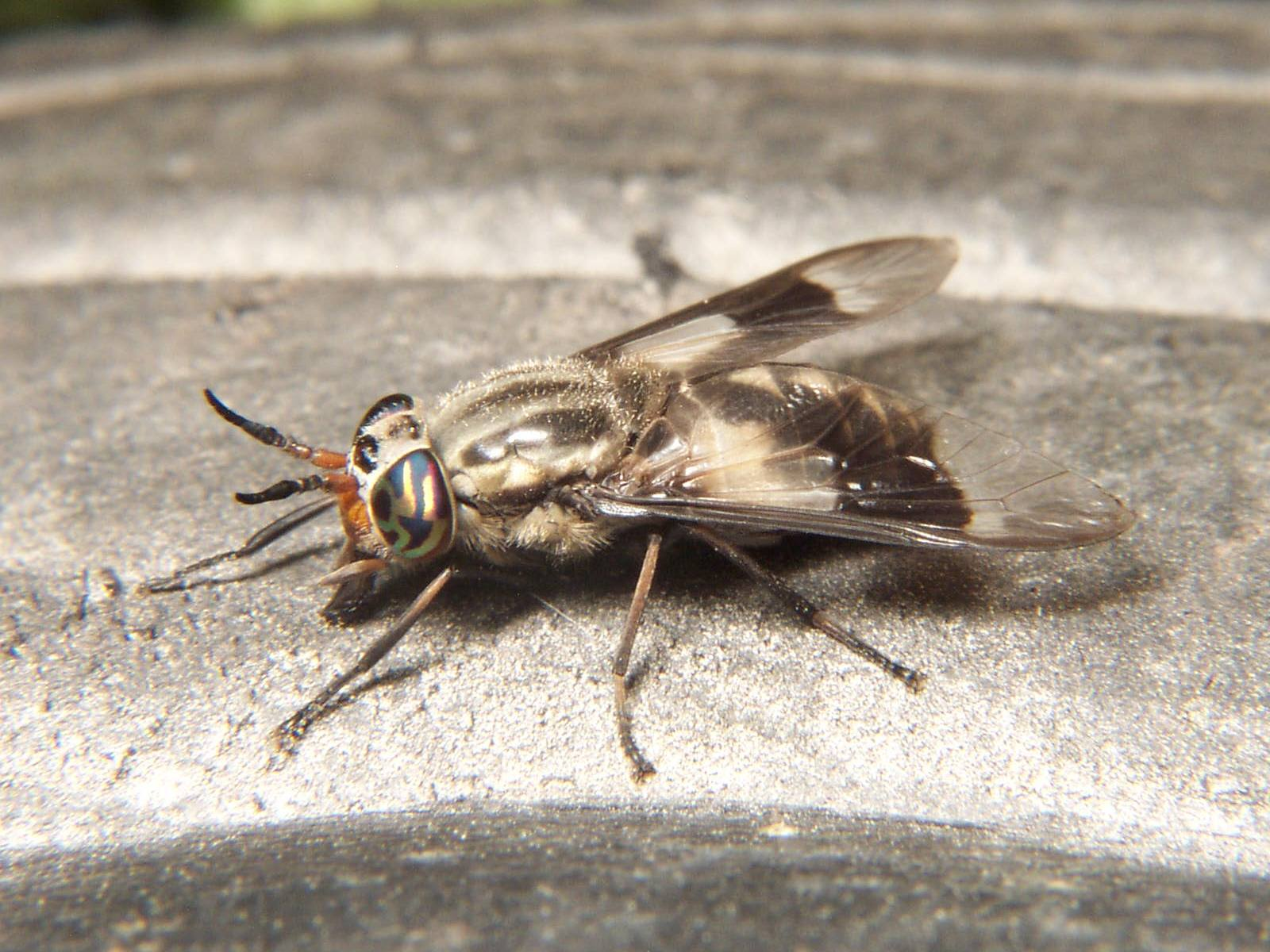
Egy Chrysops nemzetségbe tartozó bögölyféle (C. callidus)

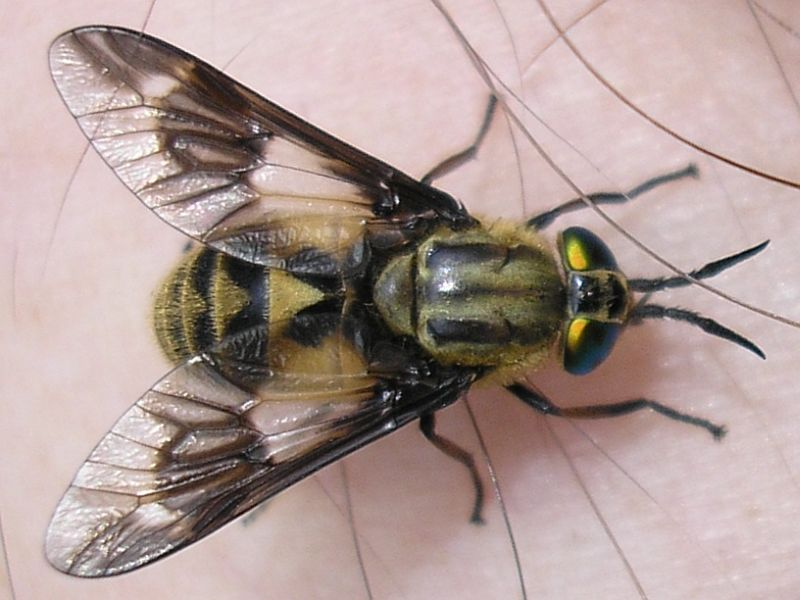
A kétfoltos pőcsik (Chrysops relictus) gyakori eurázsiai faj: Európától Szibérián át Észak-Mongóliáig honos

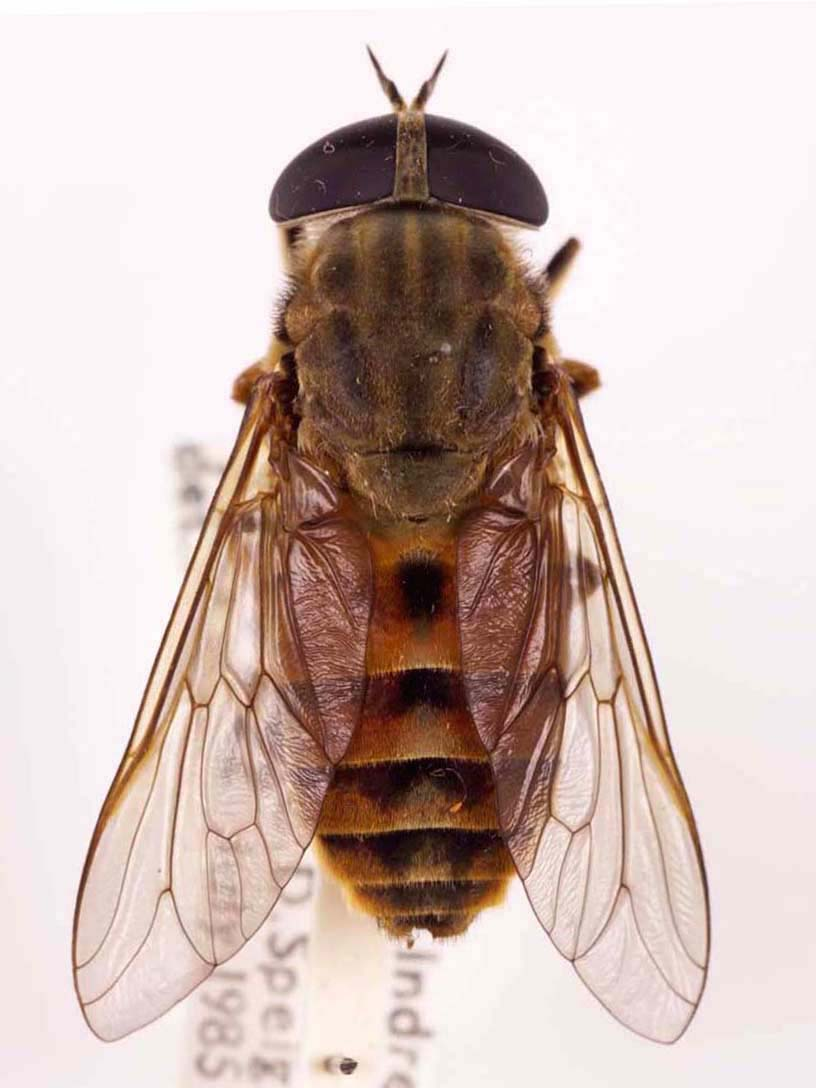
A Tabanus eggeri

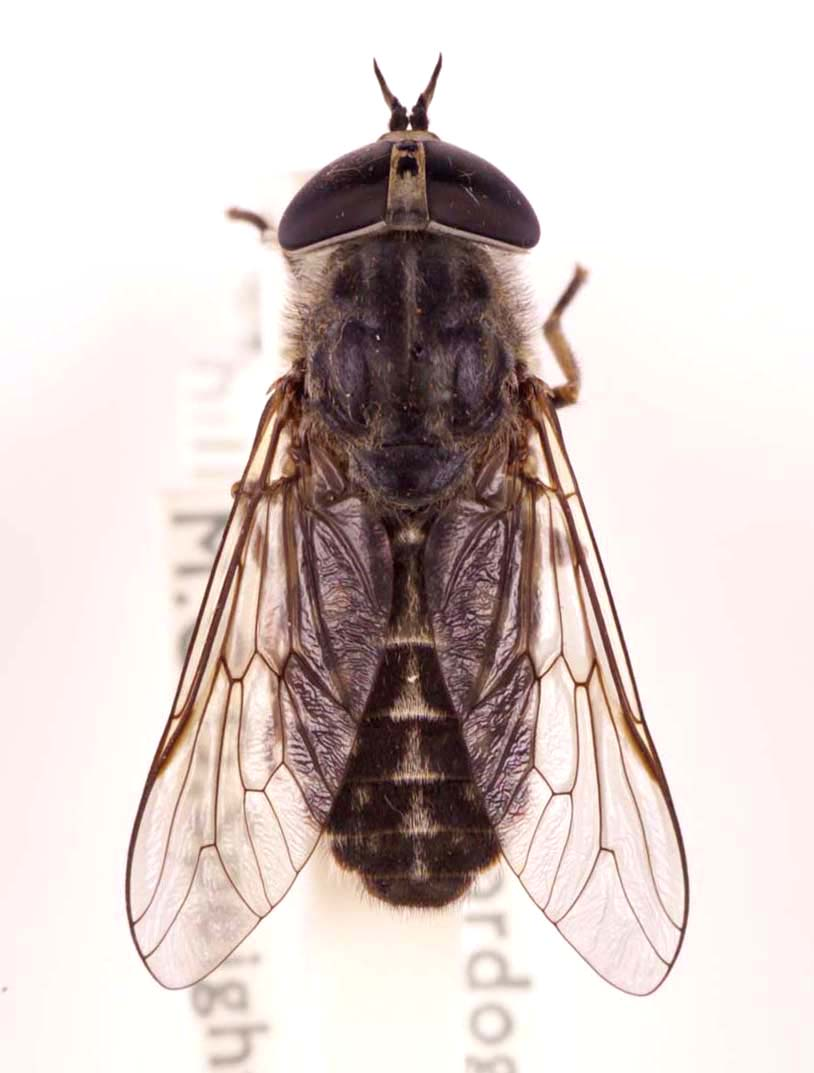
Az egysávos bögöly (Tabanus unifasciatus)

A bögölyöket – mint azt a rendszer áttekintésében láthatjuk – három alcsaládra osztjuk fel, melyek egymásra nagyon hasonlítanak, így csak kis morfológiai különbségeket fedezhetünk fel közöttük.

### Pangoniinaealcsalád
Vörösbarna vagy fekete szőrzettel fedett, nagy termetű, a pöszörlegyekre emlékeztető bögölyök. Potrohuk gyakran sárgásvörös foltokkal tarkított. Szívókájuk előreálló, hosszú, gyakran a testnagyság felénél is hosszabb. Csápjuk olyan hosszú, mint a fejük, a harmadik csápíz nyolc gyűrűre tagolódik. A hímek szemei a fejtetőn összeérnek, a nőstények szemei között egy felfelé elkeskenyedő homlokléc van. Pontszemeik nem hiányoznak. Szárnyaik üvegszerűek vagy enyhén füstösek. Hátulsó lábszárukon sarkantyút viselnek. A Mediterráneumban gyakoriak, hazánkban eddig csak a Pangonius pyritos fajt mutatták ki biztosan.
Életmódjukat alig ismerjük. Az európai fajok nőstényeit és hímjeit egyaránt leggyakrabban a búzavirág (Centaurea cyanus), a kígyószisz (Echium vulgare), az ördögszem (Scabiosa ochroleuca), a sédkender (Eupatorium cannabium), a varfű (Knautia arvensis) és a zsálya (Salvia pratensis) virágain figyelhetjük meg. A nőstények nagyon ritkán szívnak vért. Egyedfejlődésük és lárváik alig ismertek.
A Pangoniinae alcsaládba sorolt nemek a következők:
- Apatolestes
- Asaphomyia
- Brennania
- Esenbeckia
- Pangonia
- Pegasomyia
- Stonemyia
- Goniops

### Chrysopinaealcsalád
Közepes méretű bögölyök. Csápjuk harmadik íze öt gyűrűből áll. Szívókájuk hossza a fej hosszával egyezik meg, szívófelülete igen nagy. A Silvius fajok elsősorban mediterrán bögölyök. A Chrysops nem fajai sokkal elterjedtebbek, nálunk több fajuk is gyakori. Hangtalanul, villámgyorsan röpülnek. Az embert is igen gyakran megtámadják, és kitartóan követik az előlük menekülő áldozatot. Elsősorban reggel és alkonyatkor támadnak. A fülledt, nyári zápor előtti időben azonban napközben is aktívak. Többek között a tularémia kórokozóját terjesztik. Jellegzetes hazai fajuk a közönséges pőcsik (Chrysops caecutines), az egyfoltos pőcsik (C. viduatus) és a kétfoltos pőcsik (C. relictus).
A Chrysopinae alcsaládba sorolt nemek a következők:
- Merycomyia
- Chrysops
- Neochrysops
- Silvius

### Nagybögölyök alcsaládja –Tabaninae
Magyar elnevezésük arra utal, hogy hazánk és Közép-Európa legnagyobb legyei közé tartoznak, méretük a 3 centimétert is elérheti. Legnagyobb hazai fajaik a szudétabögöly (Tabanus sudeticus, 19–27 mm), az óriásbögöly (Therioplectes gigas, 20–26 mm) és a marhabögöly (Tabanus bovinus, 19–24 mm). Fejük nagy, félgömb alakú, rajta a hímek szemei összeérnek, a nőstényekét homlokléc választja el. Szemük alapszíne igen változatos (kék, zöld, barna, fekete, sárga stb.) és jellegzetes mintázatú (a hazai fajoké leginkább sávos).
A nagybögölyök  nemei:
- Anacimas
- Bolbodimyia
- Catachlorops
- Chlorotabanus
- Diachlorus
- Dichelacera
- Holcopsis
- Lepiselaga
- Leucotabanus
- Microtabanus
- Stenotabanus
- Haematopota
- Agkistrocerus
- Atylotus
- Hamatabanus
- Hybomitra
- Poeciloderas
- Tabanus
- Whitneyomyia

## Böglyök a kultúrában
A bögölyök legismertebb kultúrtörténeti „szereplése” minden bizonnyal az egyiptomi tíz csapás története, amely a bibliai Ószövetségben, Mózes második könyvében, a Kivonulás könyvében (Exodus) található. Az egyiptomi fáraó nem volt hajlandó a korábbi három csapás (Egyiptom vizei vérré váltak; békák árasztották el Egyiptomot; szúnyogok kínozták Egyiptom lakosságát) után sem elengedni az izraelitákat Mózes és Áron kérésére, így Jahve negyedik csapása a bögölyök kínzása volt. Az eredeti héber szövegben nem egyértelmű, hogy valóban bögölyökről van szó. A Károlyi Gáspár-féle református bibliafordítás csak „ártalmas bogarakról” beszél, a katolikus Szent Jeromos Bibliatársulat által kiadott Szentírás legyekről, míg a Szent István Társulat Bibliája használja a „bögöly” fordítást. Mindennek ellenére alapvetően azt mondhatjuk, hogy a köztudatban a negyedik csapás mint az Egyiptom bögölyökkel való elárasztása szerepel.

## Képek

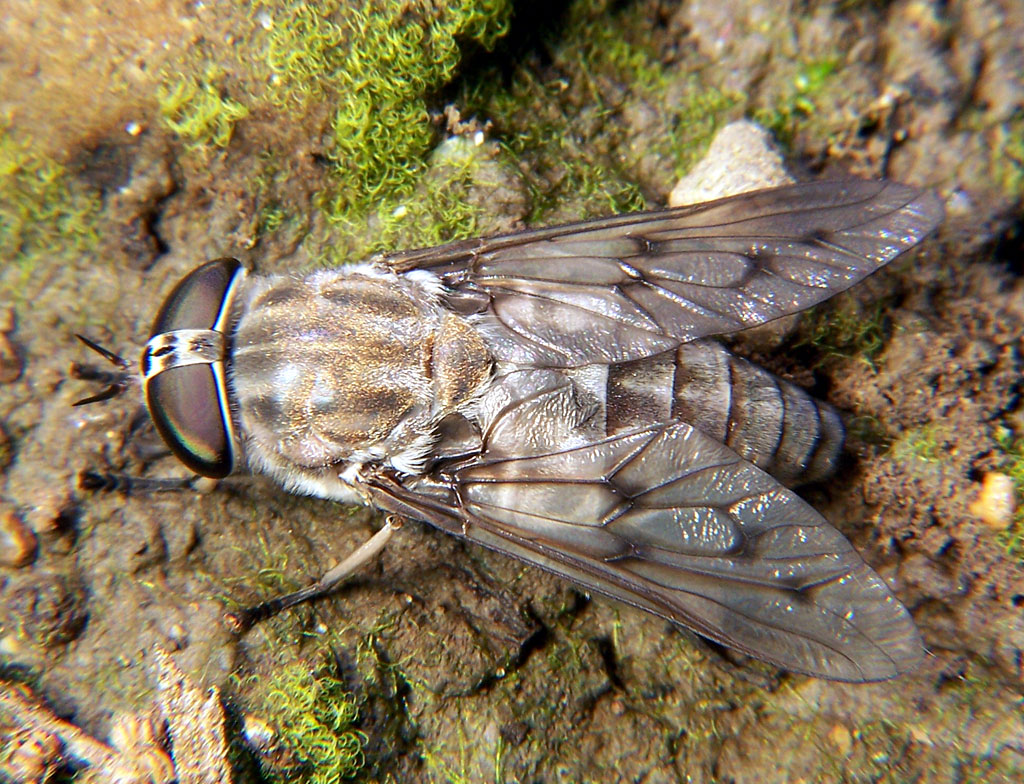
Marhabögöly (Tabanus bovinus)
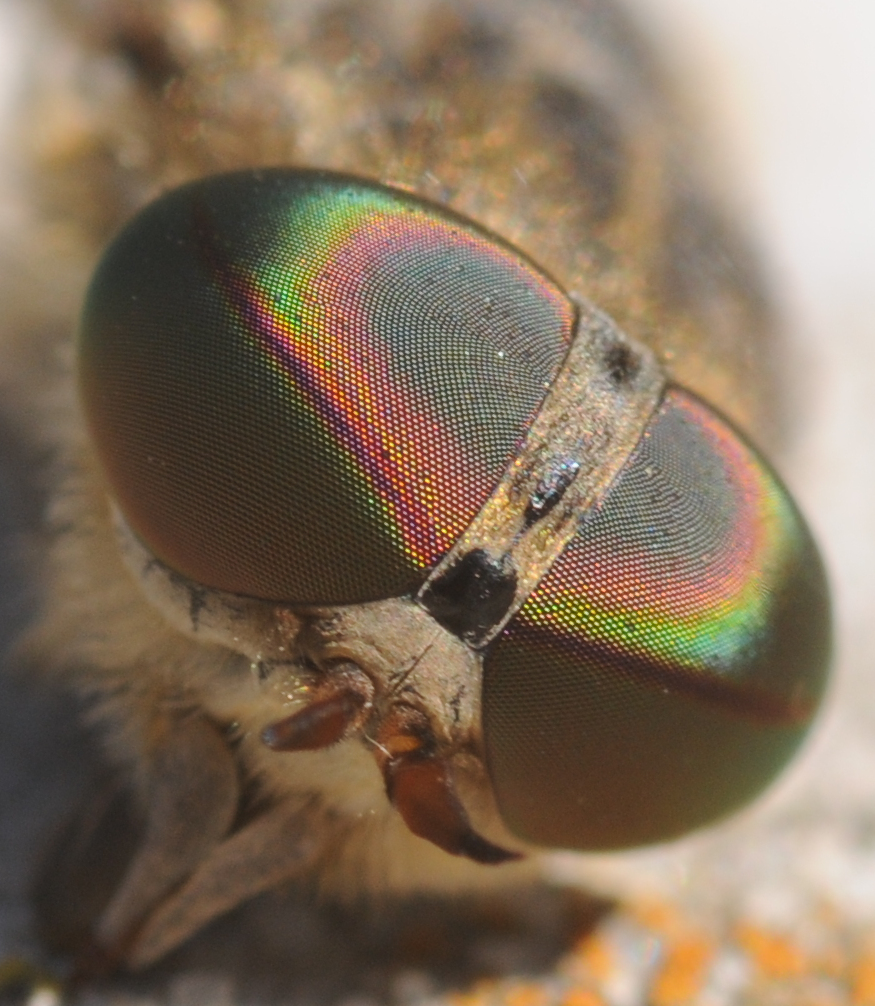
A marhabögöly (Tabanus bovinus) feje
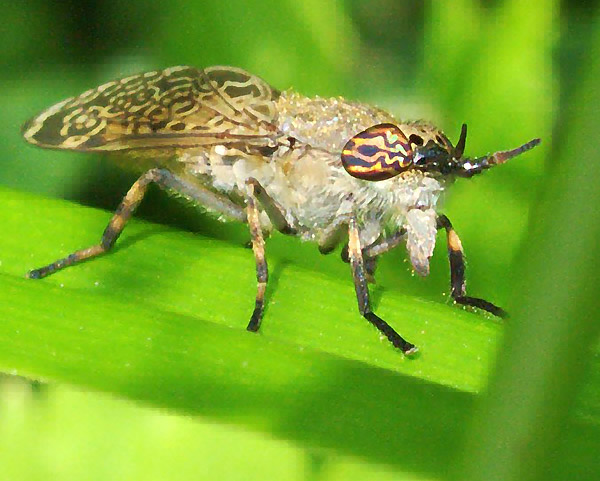
Esőhozó pőcsik (Haematopota pluvialis)
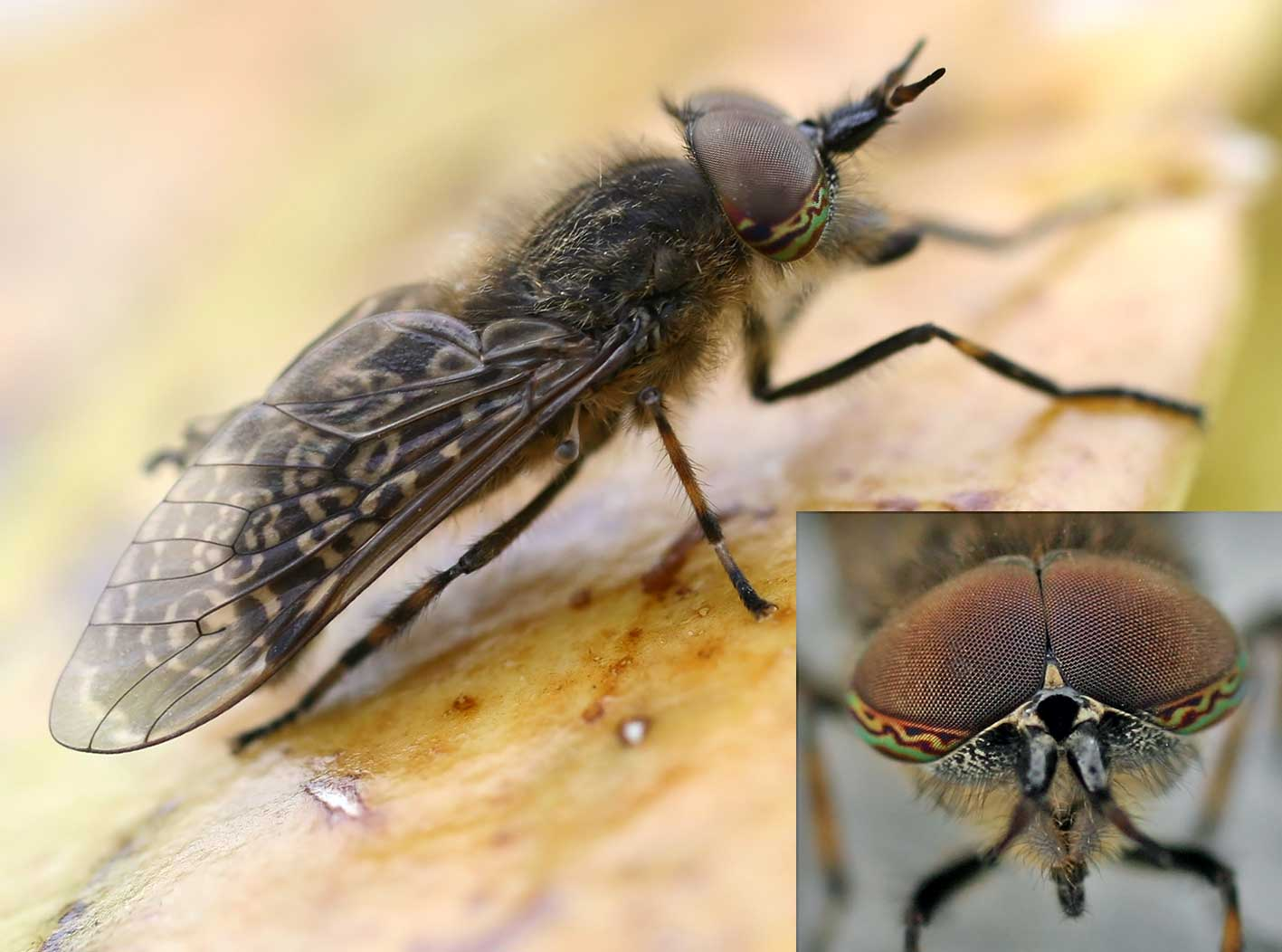
Az esőhozó pőcsik (Haematopota pluvialis) teste oldalról, és feje
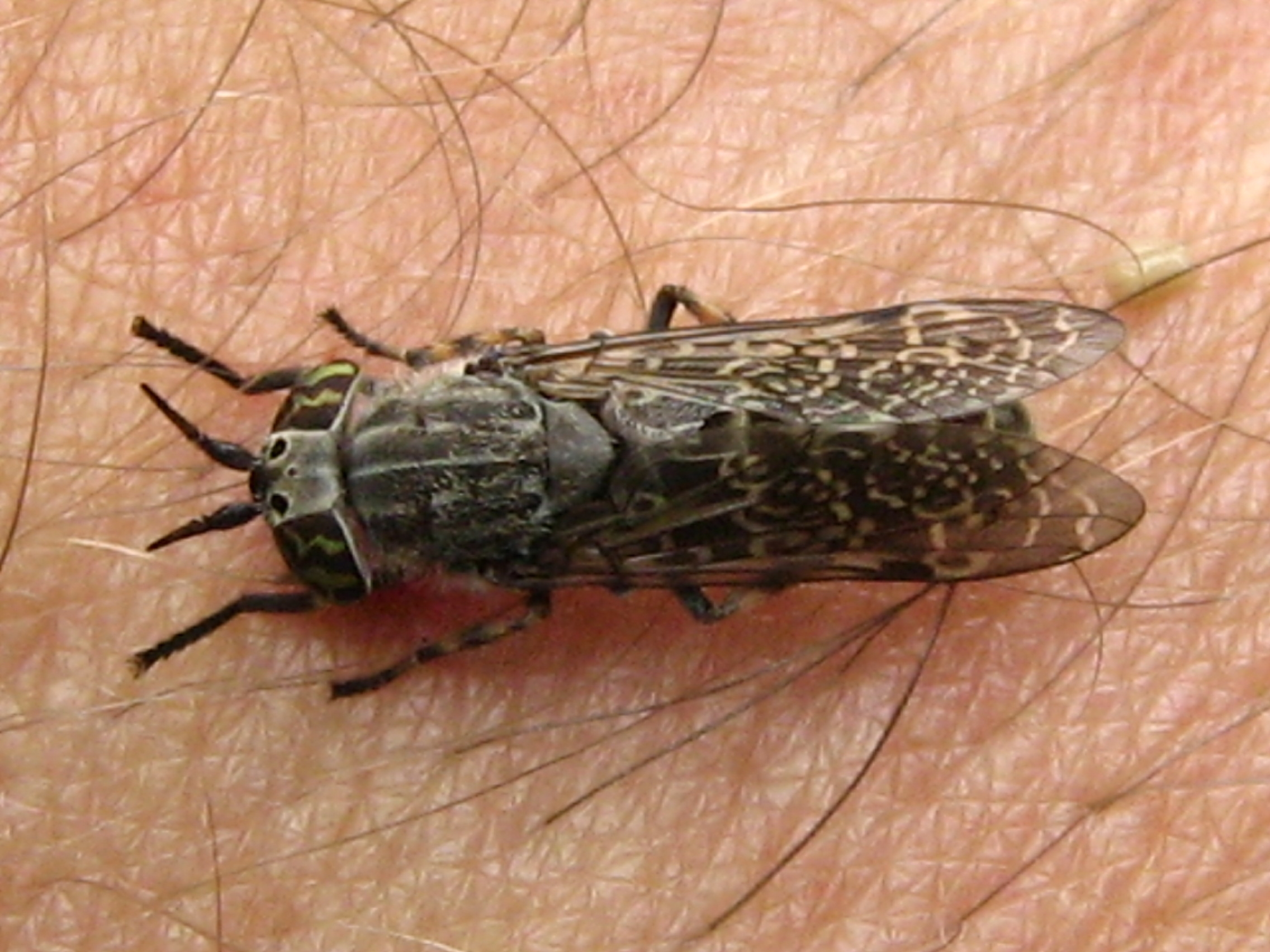
Az esőhozó pőcsik (Haematopota pluvialis) vérszívás közben
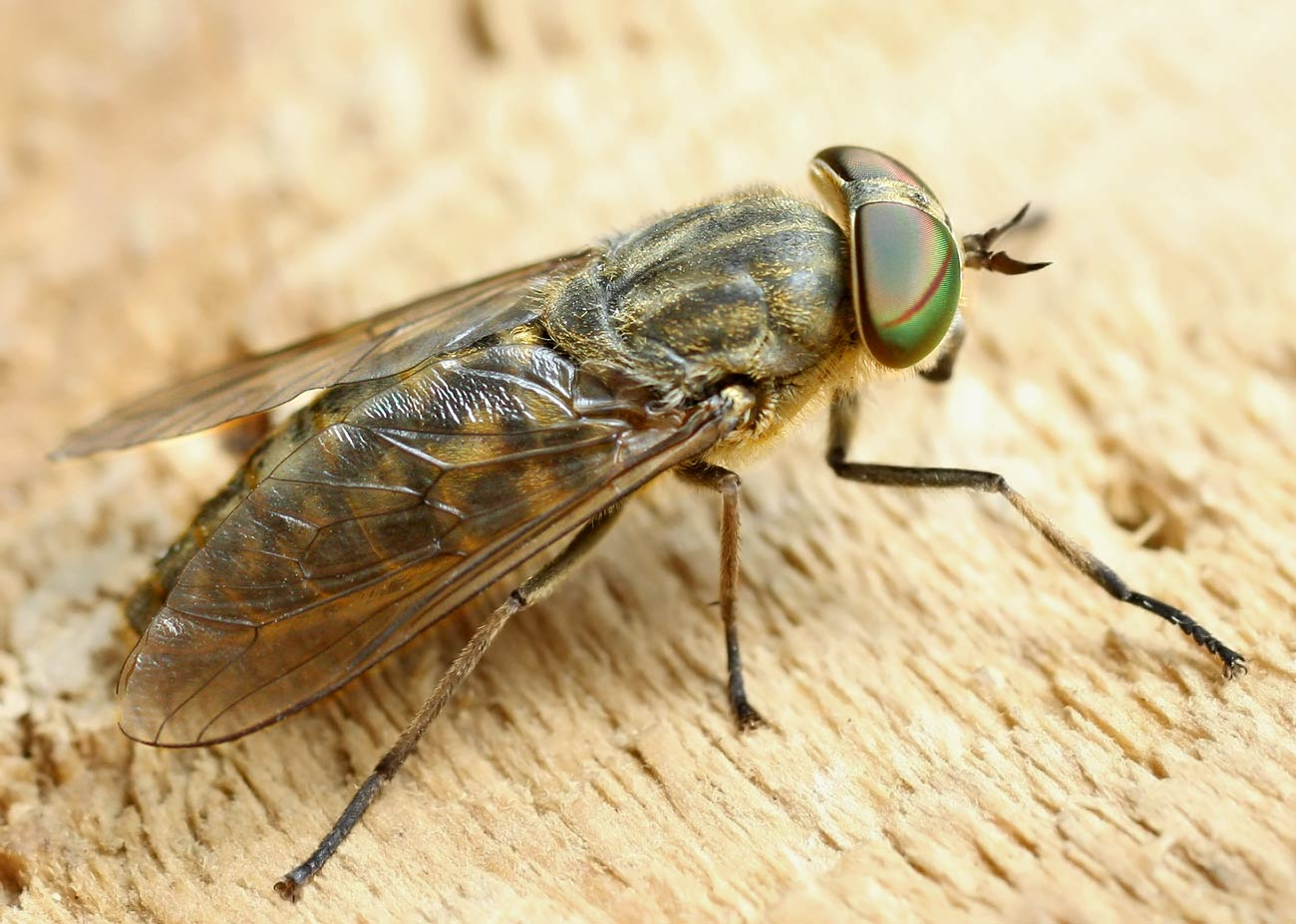
Lóbögöly (Tabanus bromius)
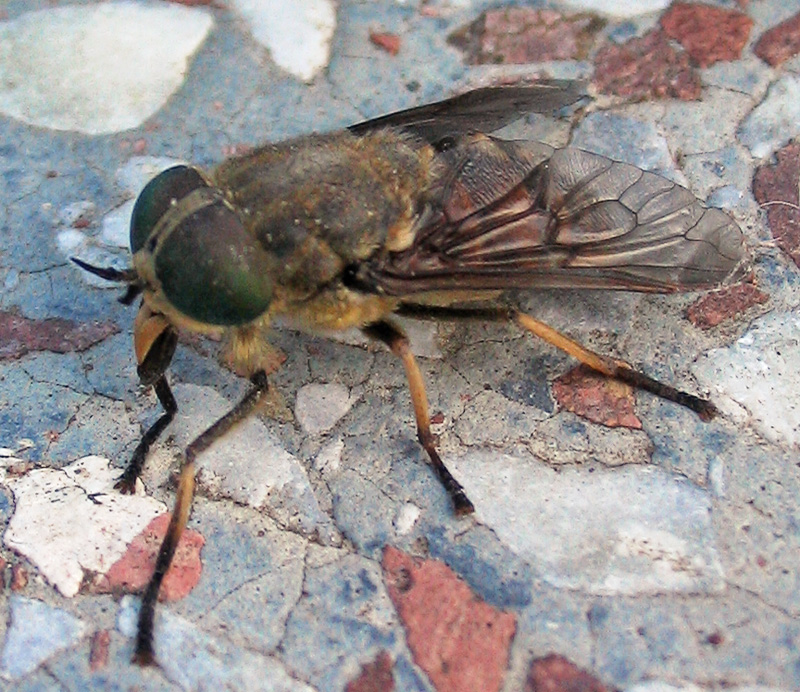
Lóbögöly (Tabanus bromius)
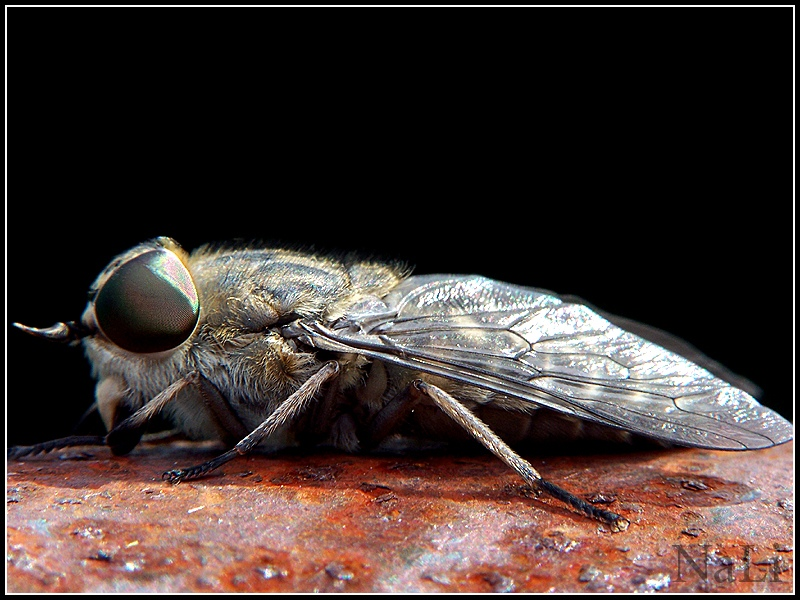
Szudétabögöly (Tabanus sudeticus)
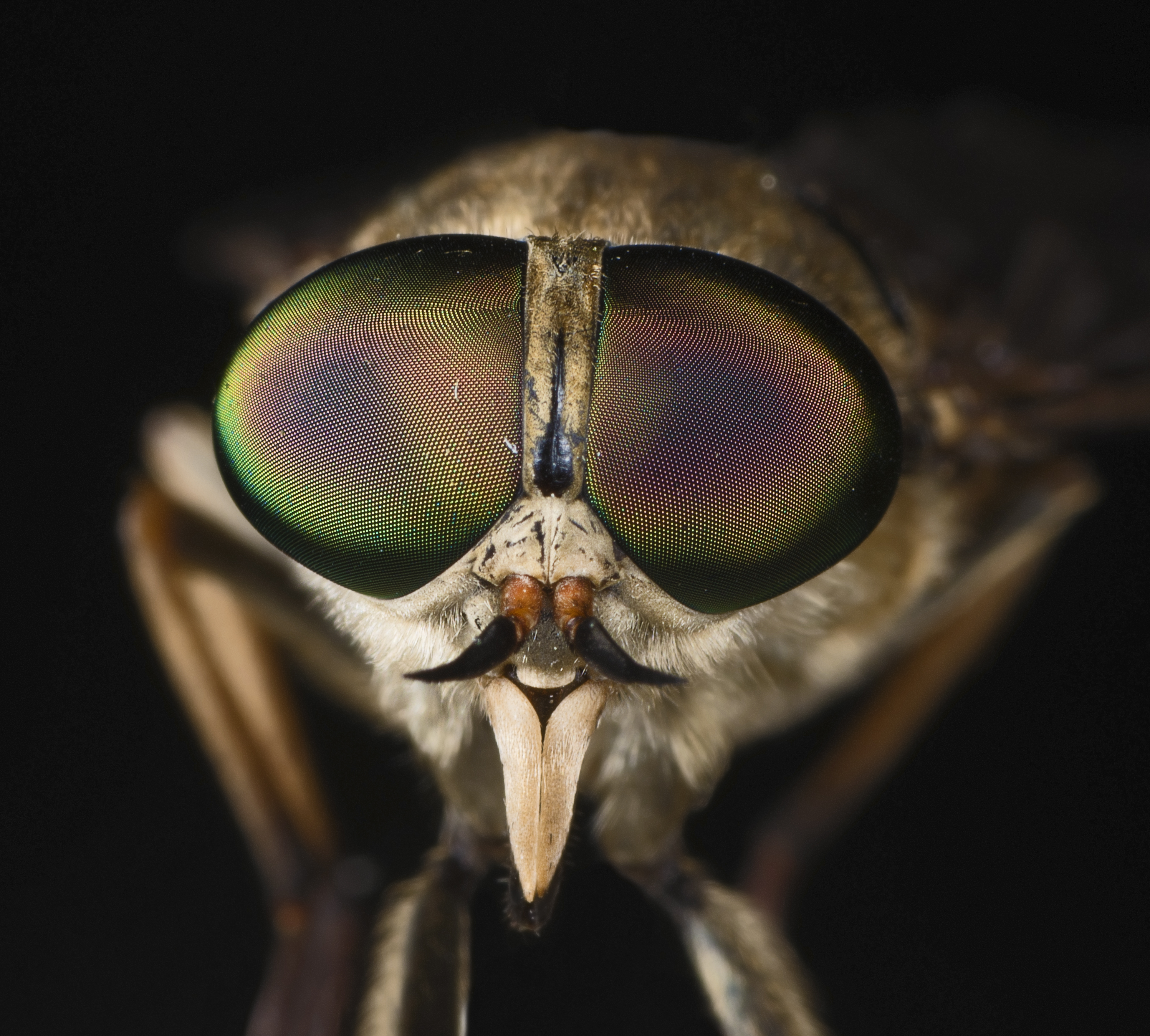
A szudétabögöly (Tabanus sudeticus) feje
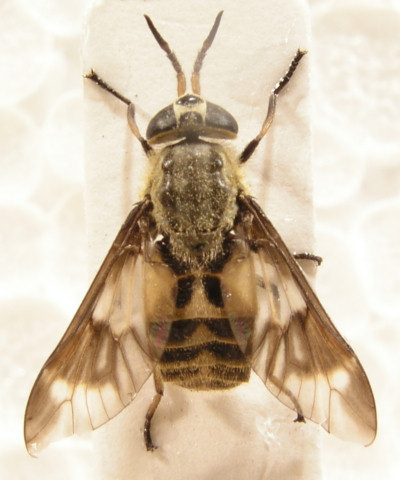
Kétfoltos pőcsik (Chrysops relictus)
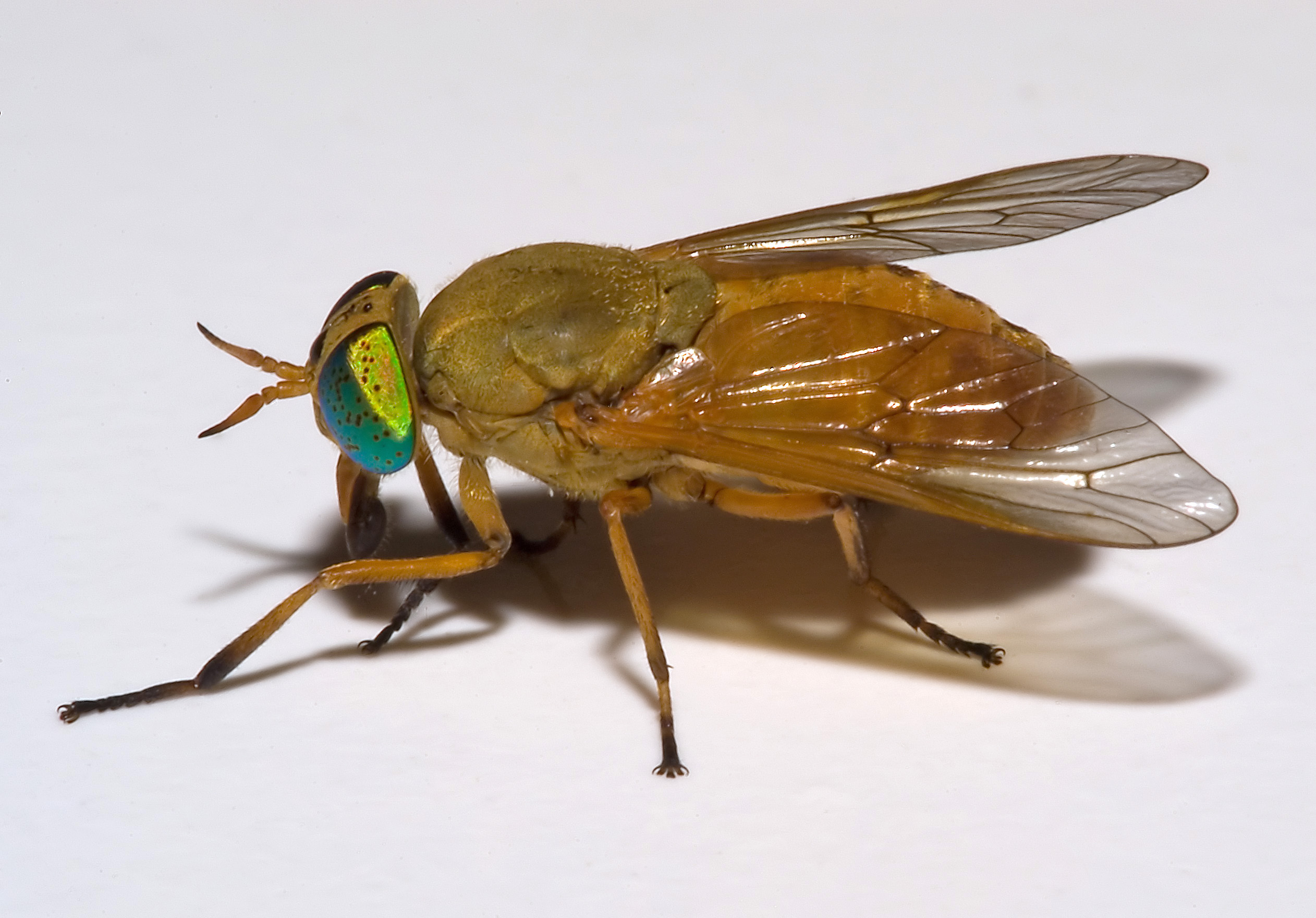
Silvius alpinus
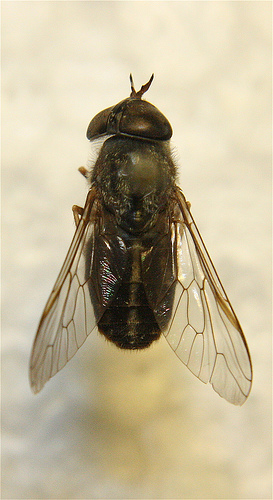
Tabanus lineola
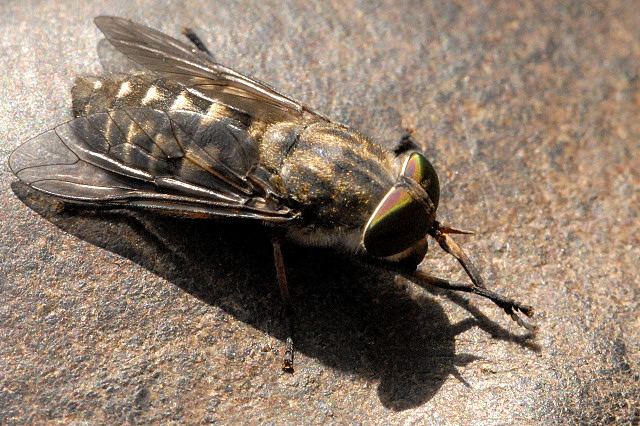
Tabanus autumnalis
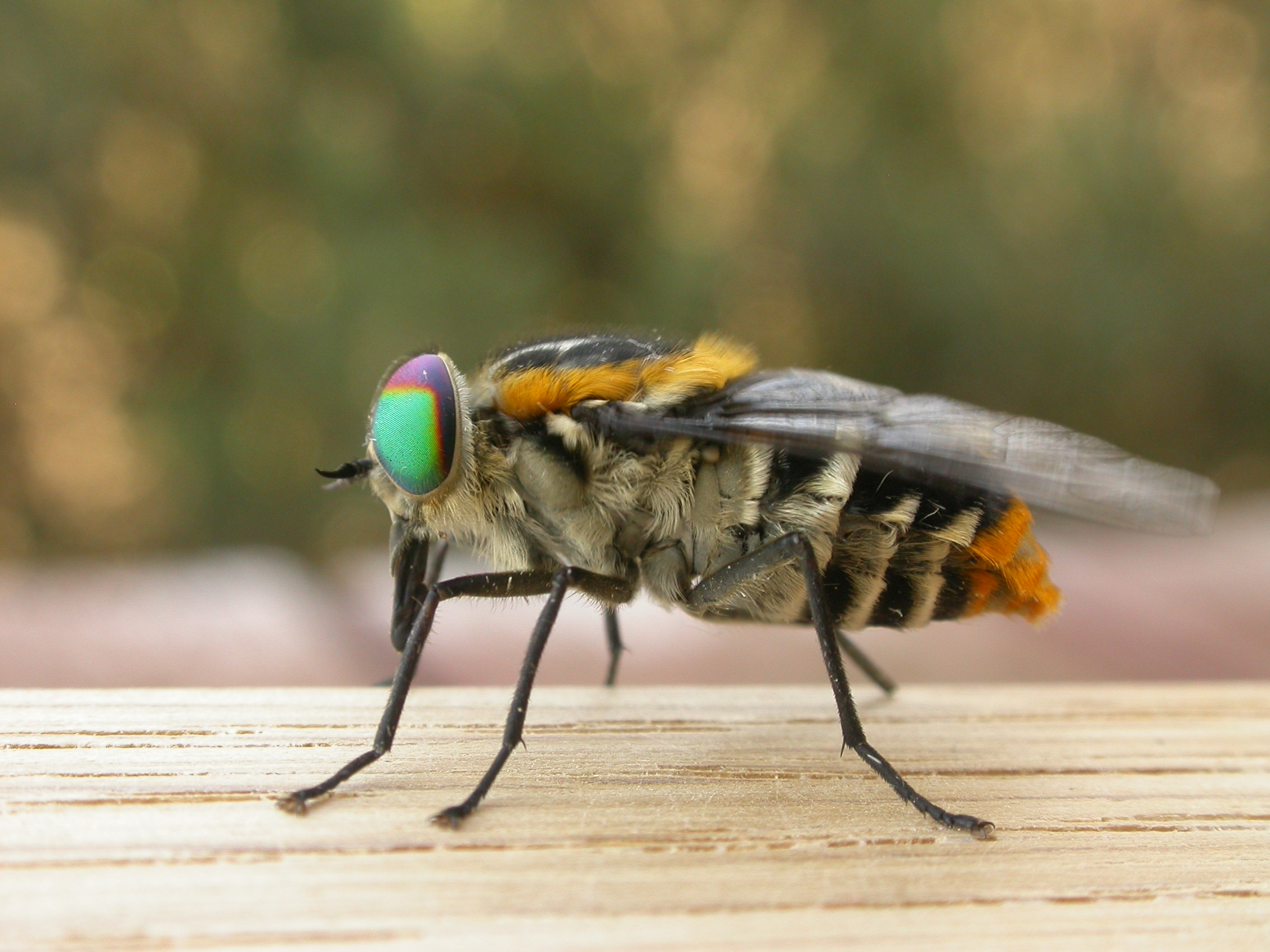
Scaptia auriflua
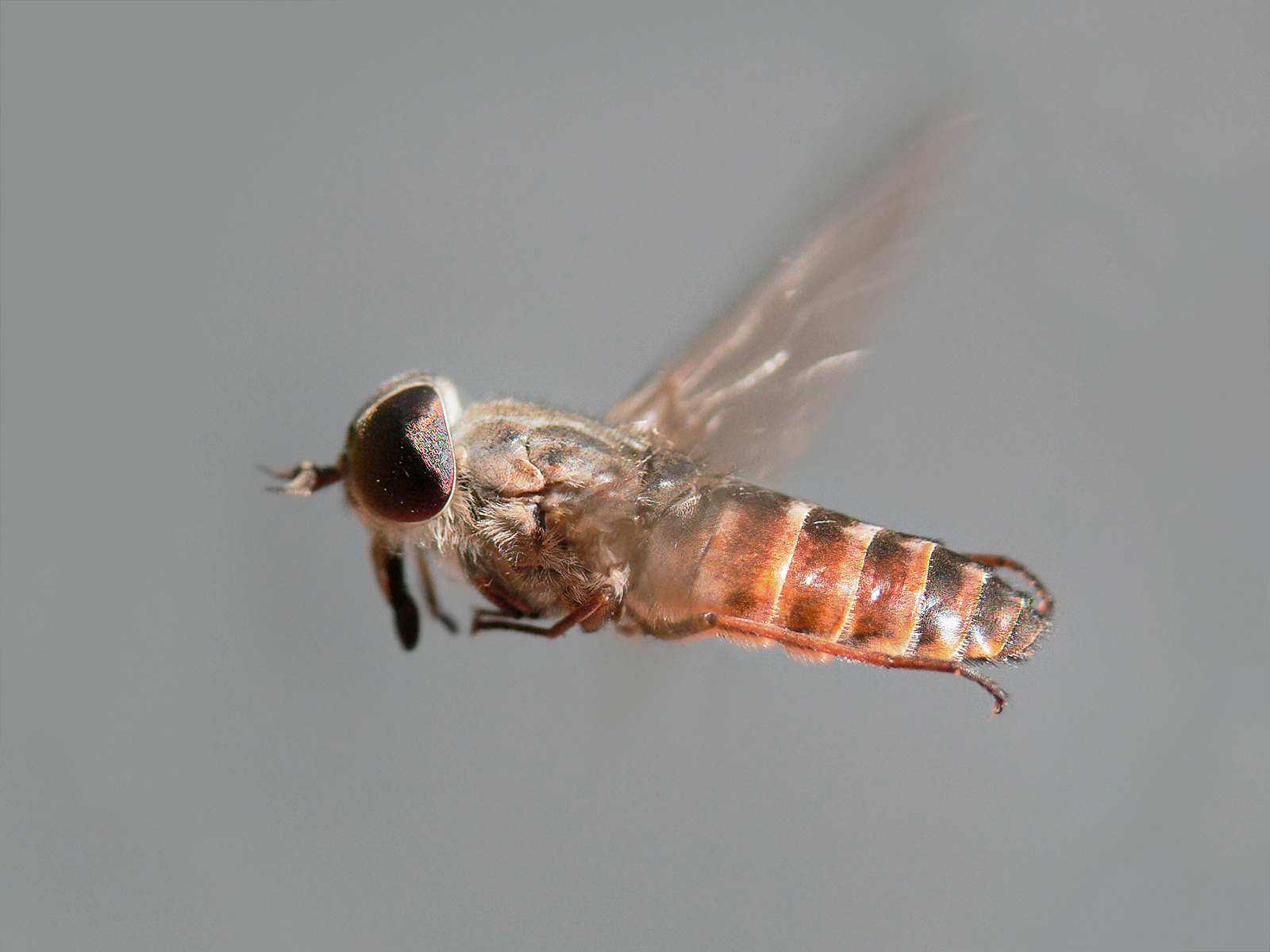
Röpülő bögöly
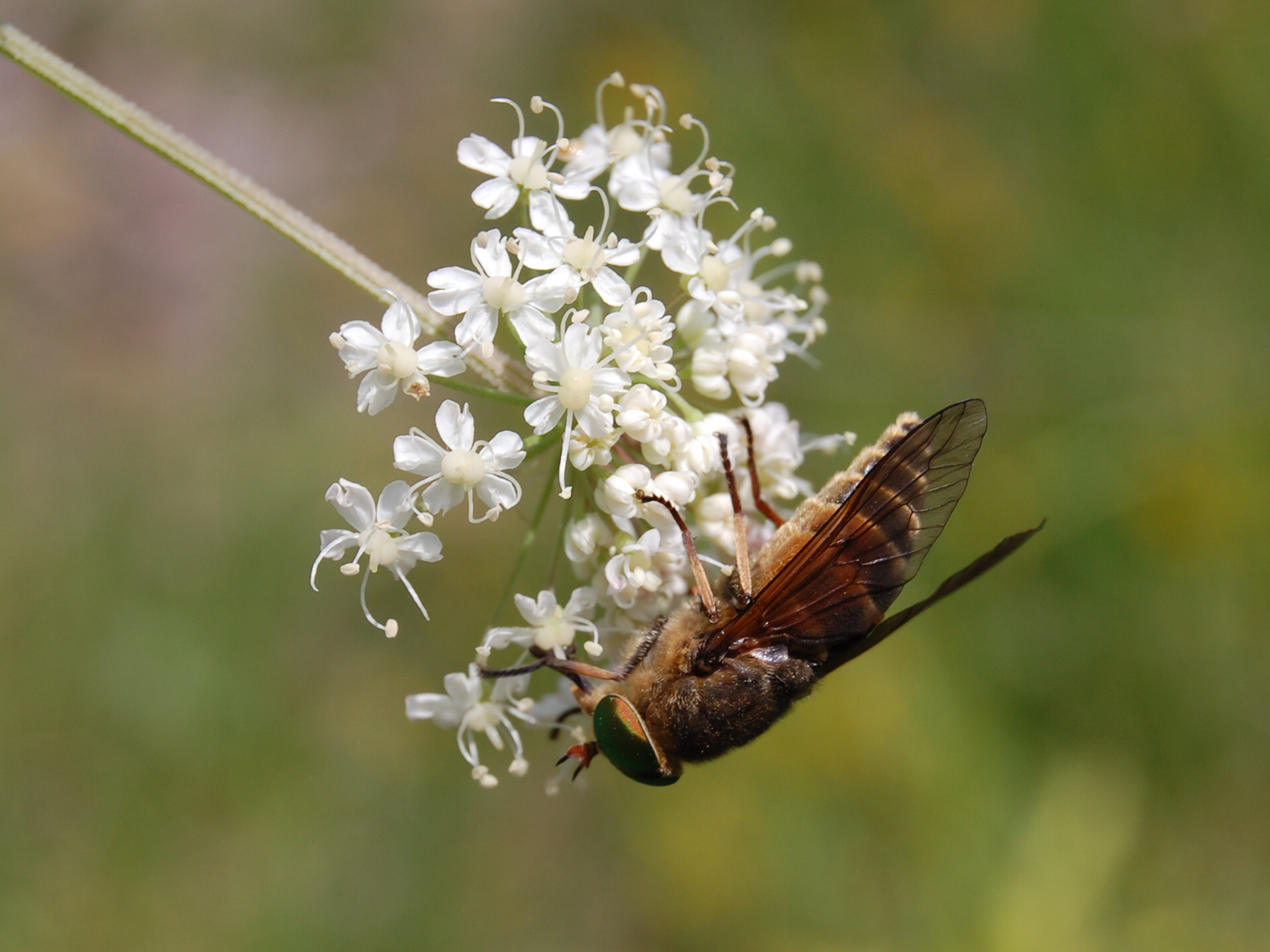
Hím bögöly nektárszívás közben
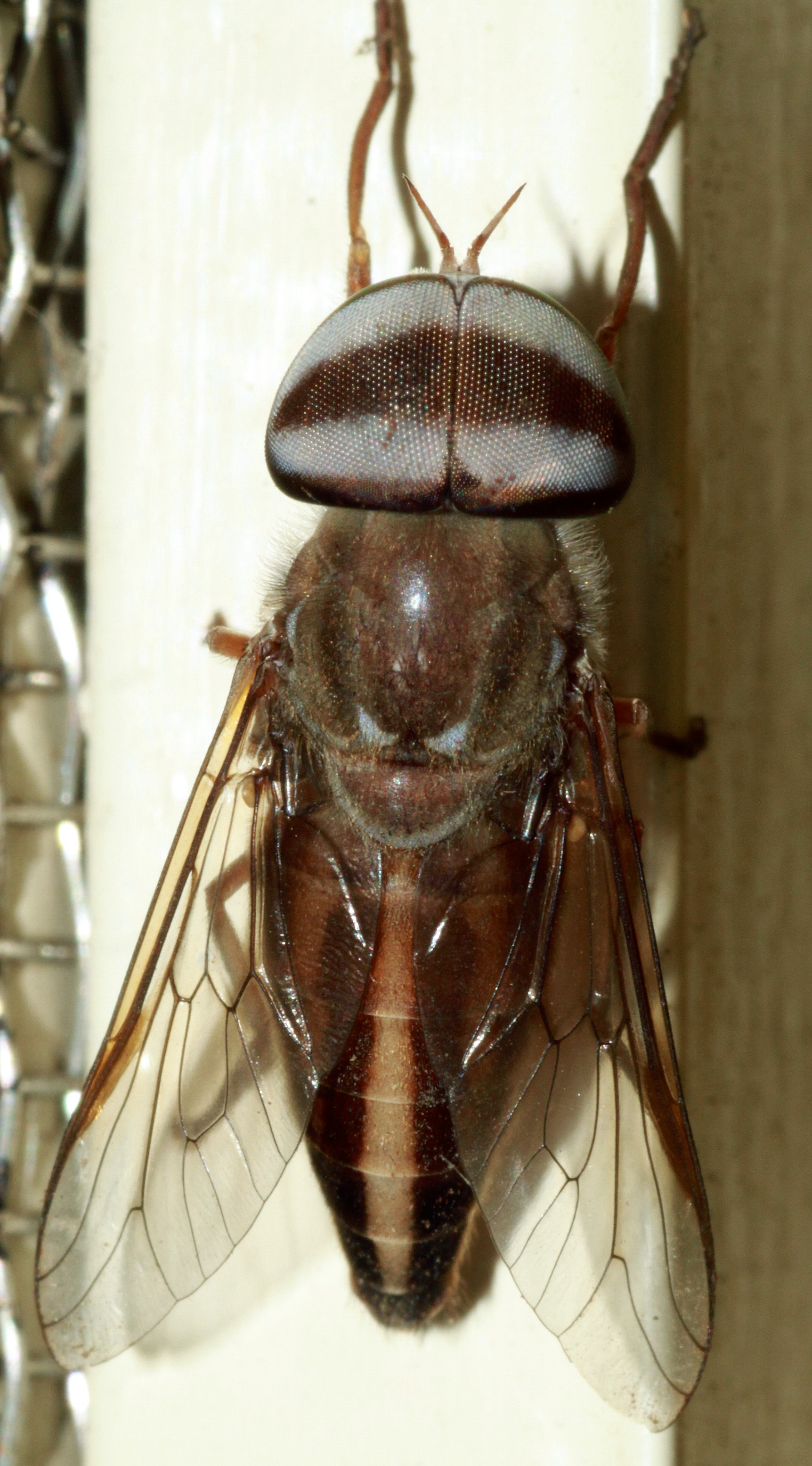
Tabanus melanocerus